# Minyoneta
Minyoneta est une sardane pour violon et piano, composée par Déodat de Séverac en 1919.

## Composition
Déodat de Séverac compose Minyoneta — sous-titré « Souvenirs de Figueras » — en 1919, pour violon et piano. La partition est éditée par Rouart-Lerolle et Cie la même année.

## Présentation
L'œuvre est en un seul mouvement, Tempo di sardana ( = 108 environ) à 
. Le tempo de sardane se retrouve dans Cerdaña (Ménétriers et glaneuses), dans la bacchanale d'Héliogabale et Sous les lauriers roses.
Pour Vladimir Jankélévitch, à l'instar de Souvenirs de Céret, pour le même effectif instrumental, « la musique exprime ici directement la magie des lieux et leur essence la plus secrète ».
Pour Henri Collet, Minyoneta est « une souple et naïve mélodie que tous les violonistes sauront bientôt par cœur, d'autant plus qu'elle n'offre aucune difficulté d'interprétation et que l'accompagnement en est à la portée des petites mains. M. Déodat a été bien inspiré le jour où il pensa fixer cette jolie « pensée » musicale ».

## Discographie
- Le Soleil des Pyrénées: Music by Séverac, Falla, Sarasate, Gérard Poulet (violon), Yumiko Fukao (piano), King International KKC 28, 2011.

### Ouvrages généraux
- Vladimir Jankélévitch, La présence lointaine : Albeniz, Séverac, Mompou, Paris, Seuil, coll. « Points » (no 912), 2021 (1re éd. 1983) (ISBN 978-2-7578-9065-3).

### Monographies
- Jean-Bernard Cahours d'Aspry, Déodat de Séverac, musicien de lumière. Sa vie, son œuvre, ses amis (1872-1921), Atlantica-Séguier, coll. « Carré Musique », 2001, 145 p. (ISBN 978-2-84049-235-1).
- Pierre Guillot, Déodat de Sévérac : musicien français, Paris, L'Harmattan, 2010, 354 p. (ISBN 978-2-296-13156-9, présentation en ligne).